# Cornelis over de Linden

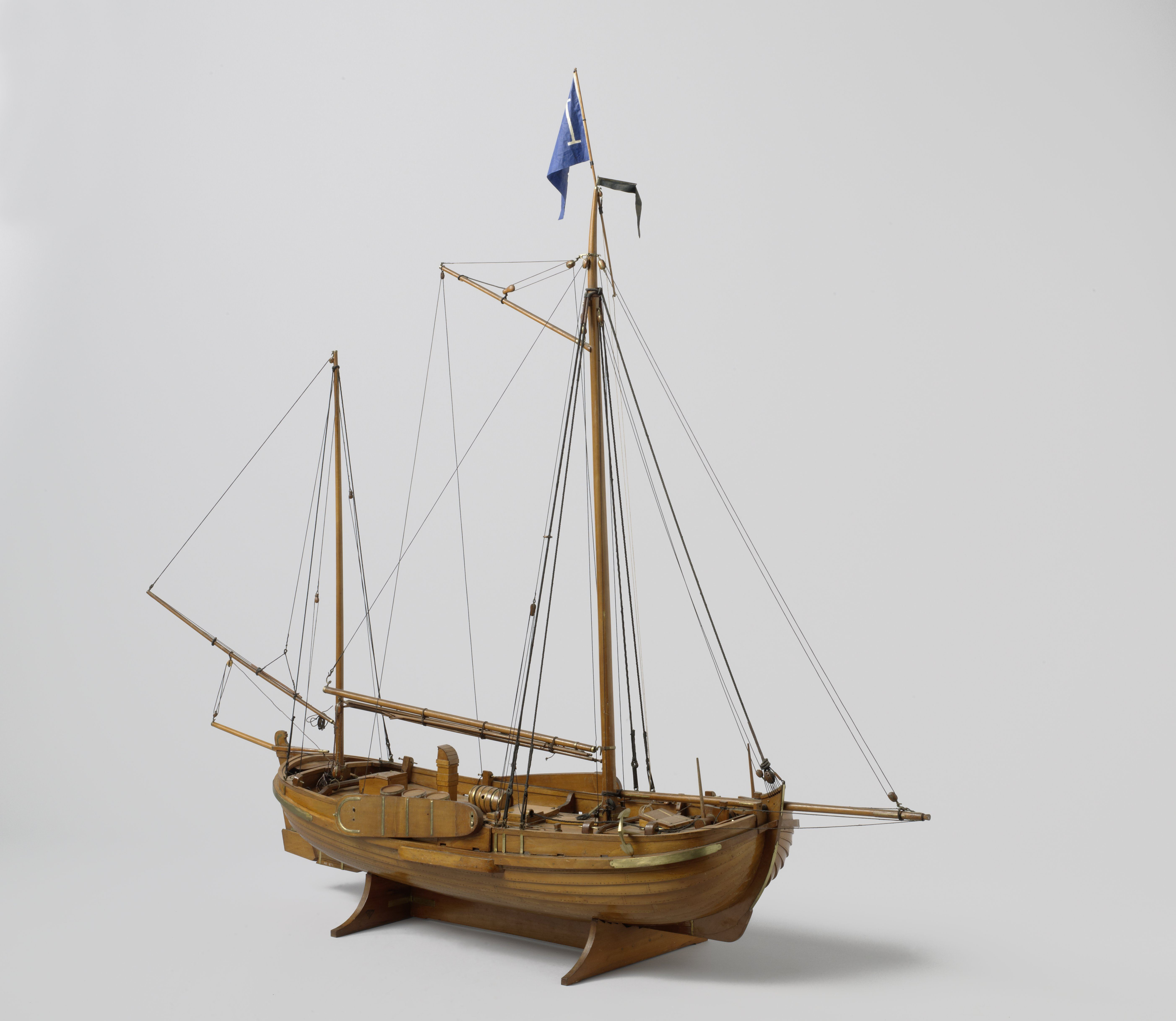
Scheepsmodel door Cornelis over de Linden, te zien in het Rijksmuseum

Cornelis over de Linden (Enkhuizen, 11 januari 1811 - Den Helder, 22 februari 1874) was scheepstimmerman en opzichter bij de Koninklijke Marine te Den Helder. Hij was vrijdenker en zou hebben meegewerkt aan de totstandkoming van het Oera Linda-boek. Twee door hem gemaakte scheepsmodellen bevinden zich in het Rijksmuseum. Hij schreef Een nieuwe vorm voor een zeeschip, met uitslaande platen  (1856), waarvan Prins Frederik een van de intekenaren was.

## Biografie
Cornelis was de zoon van Jan over de Linden, scheepstimmerman, en Antje Goedmaat. Vader 'deed' niet aan godsdienst en moeder was ultra-calviniste. Door gedwongen kerkgang had de jongen een hekel aan kerk en geestelijkheid. Van vader en grootvader erfde hij het denkbeeld van oudfriese afkomst. Bij zijn vader leerde hij scheepsbouw. Op 19-jarige leeftijd maakte hij een reis van drie jaar naar Spanje, de Kaap en China. In 1834 werd hij modelwerker bij de Marine, in 1848 opzichter bij de houtzaagmolen, in 1857 eerste meesterknecht. Hij schreef boeken over schepen en maakte modellen. Hij las over geografie, godsdienstgeschiedenis, wijsbegeerte en vrijmetselarij. Volgens Jensma was Cornelis 'waarschijnlijk vanwege zijn lage maatschappelijke komaf geen lid van de Helderse vrijmetselaarsloge'. Op een foto maakte Cornelis zijn sympathieën kenbaar door met een passer in de hand te poseren, een overbekend vrijmetselaarssymbool.
Cornelis ondervond invloed van de saksische boekbinder Ernst Stadermann, die revolutionaire gevoelens had en vele talen kende. Cornelis schreef allerlei onuitgegeven traktaten van wijsgerige en maçonnieke inhoud. Daarin ging hij tekeer tegen kerk en wetenschap. Volgens Jensma 'sublimeerde hij in deze vrijdenkers-teksten zijn eigen gefrustreerde intellectuele en maatschappelijke ambities'. Hij was een vurig chauvinist en studeerde in oude Friese wetten en noordse talen.

## Oera Linda
In 1867 bracht hij een handschrift naar buiten, naar eigen zeggen een familie-erfstuk dat sinds 1848 in zijn bezit was. Dit werd onderzocht door Eelco Verwijs en Jan Ottema, beide van het Fries Genootschap. Ottema raakte overtuigd van de authenticiteit van het handschrift, vertaalde en publiceerde het als Thet Oera Linda Bok in 1872. Al voor deze publicatie echter leek er in de academische wereld consensus te bestaan over valsheid van het document. Aanvankelijk werd Cornelis over de Linden ervan verdacht de maker te zijn geweest van het handschrift. Jan Beckering Vinckers, leraar Engels aan een Gymnasium, publiceerde hierover in 1877, een jaar na Cornelis' dood. Later zou deze theorie verder worden uitgewerkt (in 1916 door Burger en in 1928 door Boeles), terwijl de onschuld van Cornelis in hetzelfde jaar werd verdedigd in brochures van Gerrit Jansen — onderwijzer en corrector van zijn geschriften — en van zijn zoon Leendert Floris over de Linden (1837-1919). De laatste publiceerde in 1912 een aanvulling op zijn verweer uit 1877. Goffe Jensma promoveerde in 2004 op het onderwerp en beschreef zijn theorie over de totstandkoming van het handschrift. Hierin speelt Cornelis slechts een bijrol en zou hij alleen zijn familienaam aan het werk hebben geleend en de tekst op papier hebben gezet, nadat deze door dominee-dichter François HaverSchmidt was geschreven en door taalkundige Eelco Verwijs vertaald.